# Comitatul Lawrence, Ohio
Comitatul Lawrence este unul din cele 88  de comitate ale statului Ohio, Statele Unite ale Americii. La recensământul din anul 2000 (Census 2000) populația comitatului fusese de 62.319 locuitori. Sediul comitatului (care este parte a zonei metropolitane Huntington–Ashland) este localitatea Ironton.

## Localități și entități administrative

### Districte civile (Townships)
| - Aid - Decatur - Elizabeth - Fayette | - Hamilton - Lawrence - Mason - Perry | - Rome - Symmes - Union | - Upper - Washington - Windsor |

### Locuri desemnate pentru recensământ (Census-designated places)
- Burlington

### Localități neîncorporate
| - Etna - Kitts Hill - Pedro | - Rock Camp - Scottown | - Waterloo - Willow Wood |

## Demografie
|  | Graficele sunt indisponibile din cauza unor probleme tehnice. Mai multe informații se găsesc la Phabricator și la wiki-ul MediaWiki. |

Date: Wikidata - grafică realizată de Wikipedia